# هوراسيو دي لا بينيا
هوراسيو دي لا بينيا (بالإسبانية: Horacio de la Peña)‏ مواليد 1 أغسطس 1966 في بوينس آيرس، هو لاعب كرة مضرب أرجنتيني سابق بدأ مسيرته كمحترف سنة 1984 وكان يلعب باليد اليسرى، اعتزل اللعب في 1994. أعلى تصنيف له في الفردي كان المركز الـ 31 في سنة 1987.

## روابط خارجية
- هوراسيو دي لا بينيا على موقع رابطة محترفي التنس (الإنجليزية)
- هوراسيو دي لا بينيا على موقع الاتحاد الدولي لكرة المضرب (الإنجليزية)
- هوراسيو دي لا بينيا على موقع كأس ديفيز (الإنجليزية)
- هوراسيو دي لا بينيا على موقع خلاصة التنس.كوم (الإنجليزية)